# Пайн-Хейвен (Вайоминг)
Пайн-Хейвен (англ. Pine Haven, Wyoming) — город, расположенный в округе Крук (штат Вайоминг, США) с населением в 222 человека по статистическим данным переписи 2000 года.

## География
По данным Бюро переписи населения США город Пайн-Хейвен имеет общую площадь в 3,37 квадратных километров, водных ресурсов в черте населённого пункта не имеется.
Город Пайн-Хейвен расположен на высоте 1268 метров над уровнем моря.

## Демография
По данным переписи населения 2000 года в Пайн-Хейвене проживало 222 человека, 68 семей, насчитывалось 102 домашних хозяйств и 157 жилых домов. Средняя плотность населения составляла около 65,6 человека на один квадратный километр. Расовый состав Пайн-Хейвена по данным переписи распределился следующим образом: 96,40 % белых, 1,80 % — коренных американцев, 1,80 % — представителей смешанных рас.
Из 102 домашних хозяйств в 21,6 % — воспитывали детей в возрасте до 18 лет, 64,7 % представляли собой совместно проживающие супружеские пары, в 1,0 % семей женщины проживали без мужей, 33,3 % не имели семей. 28,4 % от общего числа семей на момент переписи жили самостоятельно, при этом 13,7 % составили одинокие пожилые люди в возрасте 65 лет и старше. Средний размер домашнего хозяйства составил 2,18 человек, а средний размер семьи — 2,68 человек.
Население города по возрастному диапазону по данным переписи 2000 года распределилось следующим образом: 17,6 % — жители младше 18 лет, 2,7 % — между 18 и 24 годами, 21,6 % — от 25 до 44 лет, 43,7 % — от 45 до 64 лет и 14,4 % — в возрасте 65 лет и старше. Средний возраст жителей составил 48 лет. На каждые 100 женщин в Пайн-Хейвене приходилось 107,5 мужчин, при этом на каждые сто женщин 18 лет и старше приходилось 115,3 мужчин также старше 18 лет.
Средний доход на одно домашнее хозяйство в городе составил 37 250 долларов США, а средний доход на одну семью — 46 250 долларов. При этом мужчины имели средний доход в 39 583 доллара США в год против 35 625 долларов среднегодового дохода у женщин. Доход на душу населения в городе составил 21 014 долларов в год. 4,6 % от всего числа семей в округе и 4,1 % от всей численности населения находилось на момент переписи населения за чертой бедности.